# Tadeusz Łączyński (duchowny)
Tadeusz Łączyński (ur. 12 września 1913 w Śniatynie k. Stanisławowa, zm. 4 stycznia 1988 w Legnicy) – polski duchowny rzymskokatolicki, wieloletni proboszcz parafii katedralnej świętych apostołów Piotra i Pawła w Legnicy.
Sakrament święceń otrzymał 28 czerwca 1936 r. we Lwowie. Przybył do Legnicy ze swoimi parafianami z Nadwórnej w woj. stanisławowskim w pierwszych transportach w 1945 r, rezydując początkowo przy ul. Adama Mickiewicza 24. Jeden z pierwszych polskich duchownych katolickich organizował od podstaw życie religijne rodaków. Był pierwszym kapłanem, który z rąk ówczesnego wikariusza kapitulnego archidiecezji wrocławskiej ks. Ferdynanda Piontka 27 sierpnia 1945 r. otrzymał nominację na stanowisko wikariusza kooperatora przy kościele św. Jana  w Legnicy i objął je 1 września.  
Zmarł w Legnicy, został pochowany na miejscowym  cmentarzu komunalnym(F1 / 3 / 11) . 
W kościele katedralnym pw. św. Apostołów Piotra i Pawła umieszczono tablicę                        pamiątkową ku pamięci pierwszego proboszcza parafii katedralnej. Ponadto imię ks. Łączyńskiego otrzymała jedna z ulic w centrum miasta, biegnąca wzdłuż placu Powstańców Wielkopolskich (mieszczącego się przy katedrze).